# Rite de passage (roman)
Pour les articles homonymes, voir Rite (homonymie).
Rite de passage (titre original : Rite of Passage) est un roman de science-fiction écrit par Alexei Panshin, publié en 1968 puis traduit en français et publié aux éditions OPTA dans la collection Galaxie-bis en 1973.

## Résumé
L'histoire est racontée sous forme de flashback par Mia Havero, fille du président du conseil, après qu'elle a elle-même accompli son rite de passage. Ainsi, elle a dû survivre trente jours sur une planète coloniale avec des ressources limitées pour pouvoir être considérée comme adulte et vivre sur l'un des vaisseaux géants ayant fui la destruction de la Terre en 2041.

## Distinction
Cet ouvrage a été nommé pour le prix Hugo du meilleur roman 1969 et a reçu le prix Nebula du meilleur roman 1968.

## Éditions
- Rite of Passage, Ace Books, juillet 1967, 254 p.
- Rite de passage, OPTA, coll. « Galaxie-bis » no 21, 1973, trad. Frank Straschitz, 256 p.
- Rite de passage, Les Moutons électriques, coll. « Hélios » no 52, 31 mars 2016, trad. Jeanne Doe, 256 p.  (ISBN 978-2-36183-249-0)